# Rilhac-Rancon
Rilhac-Rancon é uma comuna francesa na região administrativa da Nova Aquitânia, no departamento de Alto Vienne. Estende-se por uma área de 17,42 km². Em 2010 a comuna tinha 4 675 habitantes (densidade: 268,4 hab./km²).